# Condado de Rankin
O Condado de Rankin (em inglês:  Rankin County) é um dos 82 condados do estado norte-americano do Mississippi. A sede do condado é Brandon e sua maior cidade é Pearl. Foi fundado em 1828 e recebeu o seu nome em homenagem a Christopher Rankin (1788-1826), membro da Câmara dos Representantes dos Estados Unidos pelo Mississippi.
O condado possui uma área de 2 088 km², dos quais 2 008 km² estão cobertos por terra e 79 km² por água, uma população de 141 617 habitantes, e uma densidade populacional de 70,5 hab/km² (segundo o censo nacional de 2010). É o quarto condado mais populoso do Mississippi.